# Улица Николе Вукићевића (Сомбор)
| Улица Николе Вукићевића | Улица Николе Вукићевића              |
| ----------------------- | ------------------------------------ |
|                         |                                      |
| Крај                    | Венац војводе Радомира Путника       |
| Дужина                  | 150 m                                |
| Ширина                  | 5,5 5 m                              |
| Створена                |                                      |
| Названа                 |                                      |
| Стари називи            | Улица Агнуста Платеа, Уска, Каменита |
|                         |                                      |
|                         |                                      |
| Поглед на улицу         |                                      |

Улица Николе Вукићевића једна је од старијих градских улица Сомбору. Протеже се правцем који повезује Улицу Вељка Петровића и Венац војводе Радомира Путника. 
У њој се и данас налази неколико значајних објеката.

## Име улице
Данашња улица Николе Вукићевића, раније је била под називом Каменита.
Записана је 1763. године и као Ангуста Платеа, односно Уска.
Данас улица носи име по Николи Вукићевићу (20. новембар 1830-8. новембар 1910), српском педагогу, директору Учитељске школе у Сомбору (1871-1903) и школски надзорник српских школа у Војводини (1887-1903). Био је велики реформатор српских основних школа.

## О улици
Улица Николе Вукићевића је кратка улица која се налази унутар "Венца", у залеђу Светођурђевске цркве и излази на Венац војводе Радомира Путника.

## Суседне улице
- Улица Вељка Петровића
- Улица Златне Греде
- Венац војводе Радомира Путника

## Улицом Николе Вукићевића

### Норма
На самом почетку улице Николе Вукићевића, са леве стране налази се зграда Норме, најстарије српске школе за стручно оспособљавање учитеља, претходница славне сомборске Препарандије, данашњег Педагошког факултета. 
Зграда се налази у порти Светођурђевске цркве, саграђена убрзо после изградње храма 1761. године. Аврам Мразовић је у овом здању 1. маја 1778. године основао трогодишњу основну Народну градску нормалну школу, скраћено прозвану Норма. За 33 године рада ова сомборска шкокла, као и њен оснивач и управник, остали су забележени по својој значајној улози у образовању српских учитеља. кнјига 301-303 
После вишедеценијског пропадања, некадашња "Норма", а садашња Црквена општина, почетком овог века је, уз знатну материјалну помоћ града, у потпуности обновљена и сређена. Данас се овде, осим црквених канцеларија и сале, налази и драгоцен архив сомборске Црквене општине, као и њена библиотека.

### Остали објекти у улици
Даље низ улицу налазе се једноспратнице у којима су смештене продавнице и услужне делатности. На крају улице сазидана је стамбена вишеспратница у чијем приземљу се налази неколико локала.
На броју 1 у приземљу вишеспратнице налази се Лабараторија "Медлаб".
На броју 5 налази се фирма "SBB"- национални оператер кабловске телевизије на територији Србије.
У првом делу улице са њене десне стране налази се паркинг простор, а од угла који се граничи са улицом Златне греде наставља се низ од неколико продавница које су смештене у једноспратницама.

## Галерија
- Поглед на улицу са Венца војводе Радомира Путника
- Поглед на улицу из Улице Вељка Петровића